# 橙尾擬花鮨
橙尾擬花鮨，又稱橙尾擬花鱸，為輻鰭魚綱鱸形目鱸亞目鮨科的其中一種，分布於西太平洋的斐濟海域，棲息深度30-61公尺，體長可達6.6公分，生活在礁石區，為底棲性魚類，屬肉食性，生活習性不明。

## 擴展閱讀
維基物種上的相關：橙尾擬花鮨